# 唐·席格
唐納·席格（英語：Donald Siegel，/ˈsiːɡəl/，1912年10月26日—1991年4月20日）或簡稱唐·席格（英語：Don Siegel），是一名美國男導演和製片人。較知名的作品如經典科幻片《天外魔花》（1956年）、警察驚悚動作片《緊急追捕令》（1971年）、西部片《神槍手》（1976年）和監獄驚悚片《亞特蘭翠大逃亡》（1979年）。他較常與演員克林·伊斯威特合作。

## 早期生活
席格出生於伊利诺伊州芝加哥，他生長在一個猶太家庭。他在紐約就學後，便從於英國的劍橋大學耶穌學院畢業。他曾短暫地在法國巴黎的美術學院學習，但在20歲時離開，後來前往了洛杉磯。

## 個人生活
從1948年到1953年，席格的妻子為女演員韋薇卡·琳德佛斯，兩人育有一子克李斯多佛·塔波瑞。他於1957年與前女演員兼攝影師多恩·艾維頓（李察·艾維頓的前妻）結婚。他們收養了四個孩子，但後來離婚。席格之後與克林·伊斯威特的前助理卡蘿·羅德爾（Carol Rydall）結婚。1991年4月20日，席格在加利福尼亞州尼波莫死於癌症，享壽78歲。他被葬在Cayucos-Morro Bay沿海地區1號公路附近的公墓。
席格本身是名無神論者。

## 作品列表
- 《Star in the Night（英语：Star in the Night）》（1945，短片）
- 《希特勒生活紀實（英语：Hitler Lives）》（1945，紀錄短片）
- 《判決（英语：The Verdict (1946 film)）》（1946）
- 《夜夜驚魂（英语：Night Unto Night）》（1949）
- 《國際巨竊案（英语：The Big Steal）》（1949）
- 《銀河決鬥（英语：The Duel at Silver Creek）》（1952）
- 《No Time for Flowers（英语：No Time for Flowers）》（1952）
- 《Count the Hours（英语：Count the Hours）》（1953）
- 《China Venture（英语：China Venture）》（1953）
- 《牢獄大暴動（英语：Riot in Cell Block 11）》（1954）
- 《血濺金粉獄（英语：Private Hell 36）》（1954）
- 《安娜波里斯傳奇（英语：An Annapolis Story）》（1955）
- 《天外魔花》（1956）
- 《街頭爭霸（英语：Crime in the Streets）》（1956）
- 《西班牙情事（英语：Spanish Affair）》（1957）
- 《娃娃臉尼爾森（英语：Baby Face Nelson (film)）》（1957）
- 《陣容（英语：The Lineup (film)）》（1958）
- 《The Gun Runners（英语：The Gun Runners）》（1958）
- 《永恆的刀（英语：Edge of Eternity (film)）》（1959）
- 《綠野春心（英语：Hound-Dog Man）》（1959）
- 《手足英雄（英语：Flaming Star）》（1960）
- 《突襲魔鬼嶺（英语：Hell Is for Heroes (film)）》（1962）
- 《殺人者（英语：The Killers (1964 film)）》（1964）
- 《The Hanged Man（英语：The Hanged Man (1964 film)）》（1964，電視電影）
- 《路上的陌生人（英语：Stranger on the Run）》（1967）
- 《鐵血雙探（英语：Madigan）》（1968）
- 《黑街喋血（英语：Coogan's Bluff (film)）》（1968）
- 《義俠本色（英语：Death of a Gunfighter）》（1969）
- 《烈女與鑣客（英语：Two Mules for Sister Sara）》（1970）
- 《牡丹花下》（1971）
- 《緊急追捕令》（1971）
- 《大盜查理（英语：Charley Varrick）》（1973）
- 《豹子膽（英语：The Black Windmill）》（1974）
- 《神槍手（英语：The Shootist）》（1976）
- 《霹靂大火拼（英语：Telefon (film)）》（1977）
- 《亞特蘭翠大逃亡》（1979）
- 《超級大老千（英语：Rough Cut (1980 film)）》（1980）
- 《楣運當頭（英语：Jinxed! (1982 film)）》（1982）

## 外部連結
- Don Siegel在互联网电影资料库（IMDb）上的資料（英文）
- Senses of Cinema: Great Directors Critical Database
- An Academy Salute to Don Siegel, With Curtis Hanson and Clint Eastwood（页面存档备份，存于）